# بیمه اتکائی ایرانیان
شرکت بیمه اتکایی ایرانیان به عنوان اولین شرکت بیمه اتکایی سهامی عام با مالکیت خصوصی پس از ثبت در سازمان بورس و اوراق بهادار، تاریخ ۲۲ اسفند ۱۳۸۸ تحت شماره ۳۷۰۳۷۳ و شناسه ملی ۱۰۳۲۰۲۰۲۵۲۲ در اداره کل ثبت شرکت‌ها و موسسات غیرتجاری به ثبت رسید. پس از ثبت شرکت، پروانه فعالیت شرکت برای انجام عملیات بیمه اتکایی در کلیه رشته‌های بیمه‌ای در تاریخ ۲۵ اسفند همان سال به وسیلهٔ بیمه مرکزی ایران صادر شد.
سرمایه شرکت مبلغ ۱۵۰ میلیون تومان جدید (۱۵۰۰ میلیارد ریال) است که به ۱۵۰۰ میلیون سهم عادی یک هزار ریالی با نام تقسیم شده و ۵۰٪ آن پرداخت گردیده‌است و ۵۰٪ بقیه در تعهد سهامداران خواهد بود که حداکثر ظرف مدت ۵ سال و با رعایت مقررات قانون تجارت و با اعلام هیئت مدیره می‌بایست پرداخت گردد.
این شرکت با همکاری سازمان‌های زیر تأسیس شده‌است:
- بانک پاسارگاد (سهامی عام)
- شرکت بازرگانی بین‌المللی بانک پاسارگاد (سهامی خاص)
- شرکت سرمایه‌گذاری پاسارگاد (سهامی عام)
- شرکت لیزینگ پاسارگاد (سهامی خاص)
- شرکت لیزینگ ماشین‌آلات و تجهیزات بانک پاسارگاد (سهامی خاص)
- شرکت ساختمان و شهرسازی هشتم (سهامی خاص)
- شرکت بیمه پاسارگاد (سهامی عام)
- شرکت تأمین آتیه سرمایه انسانی گروه مالی پاسارگاد (سهامی خاص)
- شرکت سرمایه‌گذاری پارس حافظ (سهامی خاص)
- شرکت بیمه پارسیان (سهامی عام)
- بانک سرمایه (سهامی عام)
- مؤسسه صندوق ذخیره فرهنگیان
- شرکت بیمه معلم (سهامی عام)
- شرکت بیمه میهن (سهامی عام)
- شرکت سام گروه (سهامی خاص)
- شرکت سام الکترونیک (سهامی عام)
- شرکت بازرگانی همقدم (سهامی خاص)[۲]

## زمینه فعالیت
- قبول بیمه‌های اتکایی و اتکایی مجدد، در کلیه رشته‌های بیمه از بازارهای داخلی و خارجی بر اساس پروانه فعالیت صادره از سوی بیمه مرکزی جمهوری اسلامی ایران در محدوده ظرفیت و مقررات مربوط
- تأسیس، مشارکت یا اداره صندوق‌های بیمه اتکایی داخلی و خارجی
- تحصیل پوشش اتکایی در ارتباط با تعهدات بیمه‌ای پذیرفته شده
- سرمایه‌گذاری از محل سرمایه، اندوخته‌ها، ذخایر فنی و سایر منابع مالی شرکت در چارچوب ضوابط مقررات مصوب شورایعالی بیمه
- عرضه خدمات مشاوره‌ای، جانبی و تکمیلی در زمینه بیمه‌های اتکایی
- فعالیت در سایر زمینه‌هایی که با هدف‌ها و موضوع فعالیت شرکت مرتبط و مکمل آن باشد[۱]